# Pediatric allergy, immunology, and pulmonology
Pediatric allergy, immunology, and pulmonology is een internationaal, aan collegiale toetsing onderworpen wetenschappelijk tijdschrift op het gebied van de allergieën, immunologie en longziekten binnen de kindergeneeskunde. De naam wordt in literatuurverwijzingen meestal afgekort tot Pediatr. Allergy. Immunol. Pulmonol. Het wordt uitgegeven door Mary Ann Liebert, Inc. en verschijnt 4 keer per jaar.